# Neicer Reasco
Néicer Reasco Yano (San Lorenzo, Esmeraldas, 1977. július 23. –) ecuadori válogatott labdarúgó.
Az ecuadori válogatott tagjaként részt vett a 2006-os világbajnokságon, illetve a 2004-es, a 2007-es és a 2011-es Copa América.

## Sikerei, díjai
LDU Quito
- Ecuadori bajnok (5): 1998, 1999, 2003, 2005 Apertura, 2010
- Copa Libertadores győztes (1): 2009
- Recopa Sudamericana győztes (2): 2009, 2010

São Paulo FC
- Brazil bajnok (3): 2006, 2007, 2008